# Barbara Weldens
Barbara Weldens, nome d'arte di Barbara Jacquinot (17 aprile 1982 – Gourdon, 19 luglio 2017), è stata una cantante, artista e circense francese.

## Biografia
Nacque il 17 aprile 1982 a Vitry-le-François. Crebbe nel mondo del circo, di cui facevano parte i suoi genitori, diventando giocoliera, acrobata e trapezista ancora giovanissima.
Scrisse poesie e canzoni fin dalla sua infanzia. Da adolescente imparò a suonare il pianoforte e ascoltò Jacques Brel e Barbara, che ispireranno la sua scrittura.
Diventata maggiorenne, creò uno spettacolo circense che eseguì sia da sola sia in gruppo. 
Alla fine del 2011, assunse insieme ad alcuni amici la direzione del Théâtre de Pierres di Fouzilhon.
In un clima di creatività multidisciplinare (teatro, scrittura, canto, musica), scrisse e compose lo spettacolo Le Grand H de l'homme, che nel 2017 divenne un album in studio, pubblicato sotto l'etichetta Printival. Ma l'anno precedente l'artista aveva anche creato il gruppo rock Les Oies Blanches, con altri quattro musicisti: Sophie Benoit (fisarmonica), Élian Besson (basso), Frédéric Lefèvre (chitarra) e Christophe Seux (batteria).
Il 19 luglio 2017 Barbara Weldens stava tenendo un concerto a Gourdon - cantando a piedi nudi, come era solita fare - in un palco allestito all'interno della chiesa dei Cordeliers nell'ambito del festival Léo Ferré, quando improvvisamente morì folgorata. Un'indagine per omicidio colposo, aperta il 31 luglio 2017, confermò l'ipotesi di malfunzionamenti elettrici sulla scena.
È stata sepolta nel cimitero di Fouzilhon il 29 luglio 2017: una cerimonia di addio si era svolta nel tardo pomeriggio nel suo villaggio di adozione, alla presenza degli abitanti del paese e del pubblico del Théâtre de Pierres.
Il 15 dicembre 2022 è iniziato presso il tribunale penale di Cahors il processo contro gli organizzatori del concerto per omicidio colposo. La sentenza è stata emessa il 16 febbraio 2023: il responsabile delle luci è stato condannato a diciotto mesi di reclusione e interdizione dal lavoro, il tecnico del suono è stato assolto mentre l'associazione Amici dell'Associazione Butte, organizzatrice del concerto, ha dovuto pagare una multa di 20.000 euro. Ai parenti della cantante è stato riconosciuto un risarcimento per lesioni morali. 